# 変化 (相撲)
相撲における変化（へんか）とは、立合いで相手の攻撃を見て、相手の左側か右側へ体をかわすことである。注文（ちゅうもん）とも言われる。「（立合いで）変わる」や「（立合いに）注文をつける」という風に表現することもある。禁じ手では無いが取組をつまらなくするとして批判されることの多い行為である。

## 概要
変化とは、立合いでぶつかり合う瞬間に体を左右に交わすことで相手の体勢を崩し、そのまま叩き込みなどによって勝負を決める戦法である。一種の奇襲であり、失敗すれば一気に押し出されるリスクも伴う。
また、これとは別に体重の少ない力士や小柄な力士などが立合い直後の相手の圧力を回避するために、体をかわして相手の横側へまわり、直接に受ける当たりの威力を少なくする戦法のことも変化と呼ばれる。
心技体を鍛えるために、稽古場ではまず行われない。

## 批判
大相撲ではがっぷりと真っ直ぐ相手にぶつかるか、四つに組みに行くのを良しとする考えが一般的である。そのため、変化によって白星を挙げても評価されず、批判の対象となる場合がある。特に、横綱や大関が下位力士に対してこれを行ったり、大一番で行うと会場から野次やブーイングを受ける。下位力士の場合、一発勝負として使われることもあるが、これも繰り返された場合、｢強くなりたいのならばやっては駄目｣と識者から批判される。何より多用すると通用しなくなる上に飛び跳ねることで怪我のリスクが増えるため、大局的に見て合理的な手段とは言えないという認識もある。幕下以下では水口剛が得意技というレベルで頻繁に行っていたが、結局水口にしても首の大怪我で仕方なく変化を主な技として使っていたに過ぎず、そもそも満足に相撲が取れるコンディションなら頻繁に使う必要はないのである。